# Ignacio Valenzuela Fajardo y Olmos
Ignacio Francisco de Valenzuela Fajardo y Olmos (Bogotá Siglo XVIII)fue un político y filósofo neogranadino.
Era doctor en filosofía, y durante el siglo XVIII se desempeñó como alcalde de la Santa Hermandad del cabildo de Santafé y alcalde ordinario de primer voto del cabildo de Santafé de Bogotá en 1743.